# Koha Ditore
 (срп. Дневно време) водеће су дневне новине на Косову и Метохији на албанском језику. Објављује их Koha Group чији је оснивач и власник Ветон Сурои. Његова сестра Фљака Сурои актуелна је главна уредница, након што је Ветон започео политичку каријеру у оквиру своје политичке странке ОРА. Лист је између 1992. и 1994. године излазио као недељник Koha, поставши водећи недељник на Косову и Метохији.
У суботу, 31. марта 2007, Koha Ditore је бесплатно поделила јубиларно издање којим је прославила 10 година рада. У свим истраживањима јавног мњења спроведеним на Косову и Метохији од 1999. године, Koha Ditore је наведена као најчитанији лист. Према последњој анкети спроведеној у фебруару 2008. овај лист чита 30% читалаца на Косову и Метохији, 13% више од другог најчитанијег листа.